# 멍석말이
멍석말이는 옛날 민가에서 행해지던 벌의 하나로 덕석말이라고도 한다. 멍석에 사람을 말아 물을 뿌려가면서 몽둥이로 매질을 해 죄를 엄히 다스리는 방식이다. 상해를 입힐 정도로 심하게 치는 것은 아니며, 겁을 줘 다시는 죄를 짓지 않도록 하는 관습법의 일종이다. '난장'이라고도 하는데 거기에서 젠장이란 욕설이 유래되었다.

## 참고 자료
- 이 문서에는 다음커뮤니케이션(현 카카오)에서 GFDL 또는 CC-SA 라이선스로 배포한 글로벌 세계대백과사전의 내용을 기초로 작성된 글이 포함되어 있습니다.